# دوري الدرجة الأولى السعودي 1987–88
دوري الدرجة الأولى السعودي 1987–88. هذا هو الدوري نسخة رقم 11 في تاريخ دوري الدرجة الأولى السعودي. حصل وتأهل نادي هجر إلى دوري المحترفين السعودي بعد حصوله على 24 نُقطة. وحل نادي الروضة وصيفًا بحصوله على 20 نُقطة. وهبطا نادي الشعلة بعد حصوله على 15 نُقطة، فيما حصل الأنصار على 13 نُقطة وهبطا معًا إلى دوري الدرجة الثانية السعودي.

## الأندية المُشاركة
| النادي       | الموقع          | الملعب                                   |
| ------------ | --------------- | ---------------------------------------- |
| هجر          | الهفوف          | ملعب الأمير عبد الله بن جلوي             |
| نادي الرياض  | الرياض          | استاد الأمير تركي بن عبد العزيز          |
| نادي الرائد  | بريدة           | مدينة الملك عبد الله الرياضية            |
| نادي الجبلين | حائل            | ملعب مدينة الأمير عبدالعزيز بن مساعد     |
| الشعلة       | الخرج           | ملعب نادي الشعلة                         |
| نادي الفيحاء | المجمعة         | مدينة المجمعة الرياضية                   |
| العربي       | محافظة عنيزة    | ملعب إدارة التعليم                       |
| الأنصار      | المدينة المنورة | مدينة الأمير محمد بن عبد العزيز الرياضية |
| التعاون      | القصيم          | مدينة الملك عبد الله الرياضية            |
| الروضة       | الإحساء         | ملعب الأمير عبد الله بن جلوي             |

## الترتيب
| المركز | النادي                   | لعب | فوز | تعادل | خسر | له | عليه | فارق | نقاط | التأهل أو الهبوط                    |
| ------ | ------------------------ | --- | --- | ----- | --- | -- | ---- | ---- | ---- | ----------------------------------- |
| 1      | نادي هجر (السعودية)      | 18  | 0   | 0     | 0   | 0  | 0    | +0   | 24   | تأهل إلى دوري المحترفين السعودي     |
| 2      | نادي الروضة              | 18  | 0   | 0     | 0   | 0  | 0    | +0   | 20   | تأهل إلى دوري المحترفين السعودي     |
| 3      | نادي الرياض              | 18  | 0   | 0     | 0   | 0  | 0    | +0   | 20   |                                     |
| 4      | نادي الفيحاء             | 18  | 0   | 0     | 0   | 0  | 0    | +0   | 19   |                                     |
| 5      | نادي الجبلين             | 18  | 0   | 0     | 0   | 0  | 0    | +0   | 18   |                                     |
| 6      | النادي العربي (السعودية) | 18  | 0   | 0     | 0   | 0  | 0    | -0   | 17   |                                     |
| 7      | نادي التعاون (السعودية)  | 18  | 0   | 0     | 0   | 0  | 0    | -0   | 17   |                                     |
| 8      | نادي الرائد              | 18  | 0   | 0     | 0   | 0  | 0    | -0   | 17   |                                     |
| 9      | نادي الشعلة (السعودية)   | 18  | 0   | 0     | 0   | 0  | 0    | -0   | 15   | هبط إلى دوري الدرجة الثانية السعودي |
| 10     | نادي الأنصار (السعودية)  | 18  | 0   | 0     | 0   | 0  | 0    | -0   | 13   | هبط إلى دوري الدرجة الثانية السعودي |

## روابط خارجية
- Saudi Arabia Football Federation
- Saudi League Statistics